# Новое Несытово
Новое Несытово — деревня в городском округе Шаховская Московской области России.

## Население
| 1859 | 1926 | 2002 | 2006 | 2010 |
| ---- | ---- | ---- | ---- | ---- |
| 86   | ↗188 | ↘10  | →10  | ↗150 |

По данным Всероссийской переписи 2010 года численность постоянного населения составила 150 человек (87 мужчин, 63 женщины).

## География
Расположена у границы Московской и Тверской областей, примерно в 22 км к северо-северо-западу от районного центра — посёлка городского типа Шаховская. В 1,5 км к юго-западу — исток реки Руссы, впадающей в Лобь.
Соседние населённые пункты — село Ивашково, деревни Косилово и Старое Несытово.

## Исторические сведения
В «Списке населённых мест» 1862 года Несытово новое — владельческая деревня 2-го стана Волоколамского уезда Московской губернии на Зубцовском тракте (из села Ярополча), в 47 верстах от уездного города, при безымянном ручье, с 9 дворами и 86 жителями (44 мужчины, 42 женщины).
По данным на 1890 год деревня Ново-Несытово входила в состав Плосковской волости, число душ мужского пола составляло 44 человека.
В 1913 году — 25 дворов.
По материалам Всесоюзной переписи населения 1926 года — деревня Косиловского сельсовета Раменской волости, проживало 188 человек (92 мужчины, 96 женщин), насчитывалось 37 крестьянских хозяйств.
С 1929 года — населённый пункт в составе Шаховского района Московской области.
1994—2006 гг. — деревня Ивашковского сельского округа.
2006—2015 гг. — деревня сельского поселения Раменское.
2015 — н. в. — деревня городского округа Шаховская.